# Corry's Wonder (manzana)
Corry's Wonder es una  variedad cultivar de manzano (Malus domestica).
Variedad de manzana híbrido procedente del cruce Beauty of Stoke x Lane's Prince Albert. Criado en 1917 por E. Corry Hanks en Eynsham, Oxfordshire Inglaterra. Expuesto en 1942. Las frutas tienen pulpa suave con un sabor dulce pero ácido.

## Historia
'Corry's Wonder' es una variedad de manzana híbrido procedente del cruce como Parental-Madre de Beauty of Stoke y que como Parental-Padre el polen procede de Lane's Prince Albert. Criado en 1917 por E. Corry Hanks en Eynsham, Oxfordshire Inglaterra (Reino Unido). Recibido por el "National Fruit Trials" (Probatorio Nacional de Fruta) en 1942.
'Corry's Wonder' se cultiva en la National Fruit Collection con el número de accesión: 1945-049 y Accession name: Corry's Wonder.

## Características
'Corry's Wonder' tiene un tiempo de floración que comienza a partir del 8 de mayo con el 10% de floración, para el 14 de mayo tiene una floración completa (80%), y para el 22 de mayo tiene un 90% de caída de pétalos. Presenta vecería.
'Corry's Wonder' tiene una talla de fruto grande; forma achatada, altura 62.50mm y anchura 81.50mm; con nervaduras muy débiles, y corona ausente; epidermis de piel lisa con color de fondo verde amarillento, importancia del sobre color muy débil, con color del sobre color marrón, con sobre color patrón rayas / manchas, presentando mancha de rubor de color naranja pálido y en la cara expuesta al sol con algunas rayas más oscuras rojizo marrón, "russeting" (pardeamiento áspero superficial que presentan algunas variedades) muy bajo; cáliz tamaño mediano y parcialmente abierto, colocado en una cuenca de profundidad media y ancha; pedúnculo corto y de grosor medio, colocado en una cavidad con "russeting" de mediana profundidad, muy estrecha; carne de color blanco verdoso, de textura suave. Sabor dulce y ácido afrutado.
Su tiempo de recogida de cosecha se inicia a finales de octubre. Se conserva bien durante más de dos meses en cámara frigorífica.

## Usos
Hace una muy buena manzana cocina. Hace una salsa agria, afrutada y cremosa.

## Ploidismo
Diploide, auto estéril. Grupo de polinización: D, Día 14.